# Şambayat, Besni
Şambayat là một thị trấn thuộc huyện Besni, tỉnh Adıyaman, Thổ Nhĩ Kỳ. Dân số thời điểm năm 2011 là 4.101 người.